# بخش راجانا سیرسیلا
بخش راجانا سیرسیلا (به انگلیسی: Rajanna Sircilla) یک منطقهٔ مسکونی در هند است که در تلانگانا واقع شده‌است. بخش راجانا سیرسیلا ۲٬۰۱۹ کیلومتر مربع مساحت و ۵۵۲٬۰۳۷ نفر جمعیت دارد.